# Sierra Mágina
Sierra Mágina – wapienny masyw górski w Górach Betyckich w centralnej części prowincji Jaén w Andaluzji. Najwyższym szczytem jest Pico Mágina o wysokości 2 167 m n.p.m., będący jednocześnie najwyższym szczytem prowincji Jaén. Wokół masywu znajdują się głównie gaje oliwne, jednak z powodu trudnego, górzystego terenu na większości jego obszaru środowisko naturalne jest dobrze zachowane. Na jego zboczach rośnie licznie m.in. sosna czarna spp. salzmanni.  Większość tego obszaru obejmuje Obszar chronionego krajobrazu Parque Natural de Sierra Mágina.

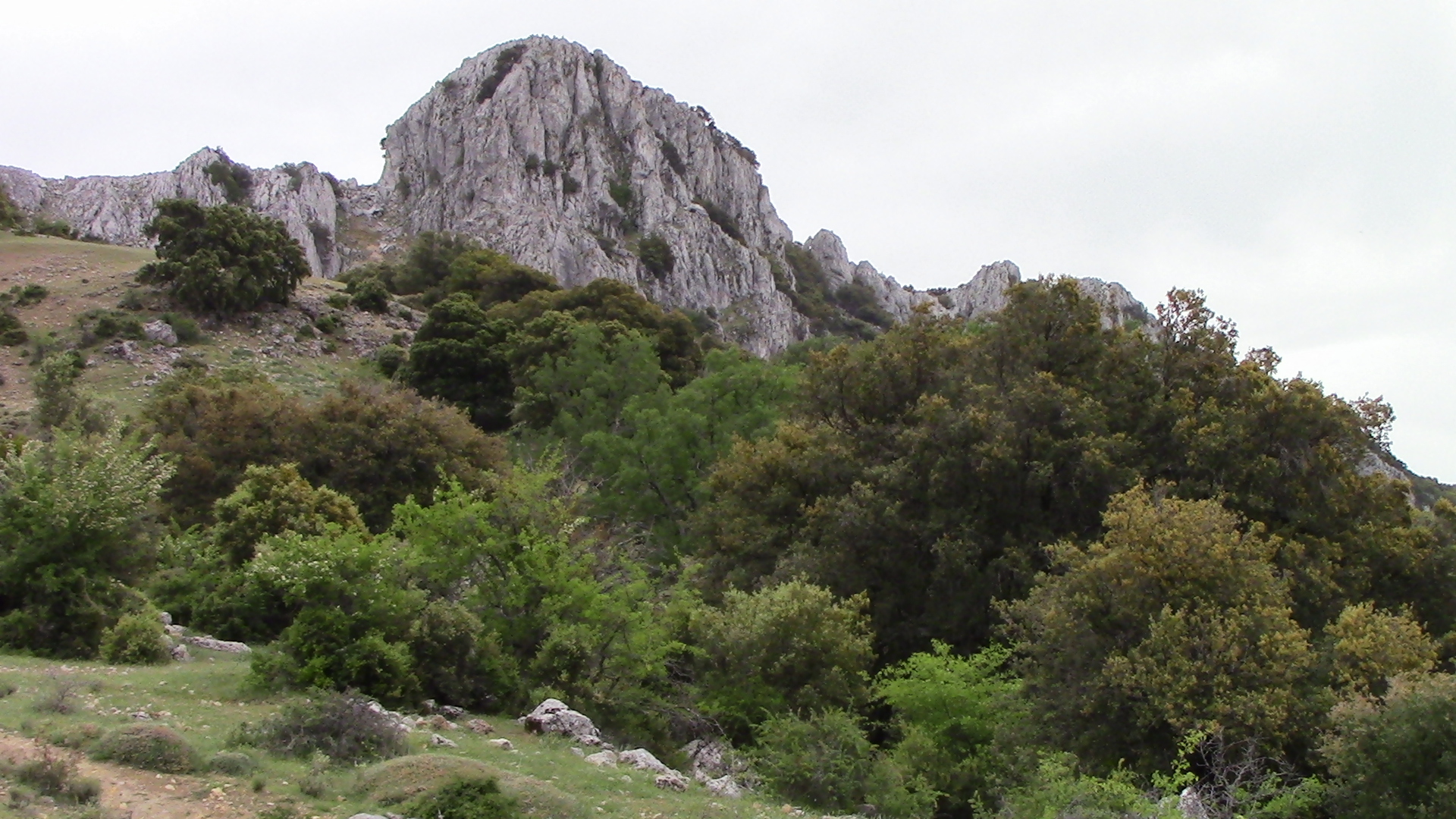
roślinność masywu